# Tylorida seriata
Tylorida seriata är en spindelart som beskrevs av Tord Tamerlan Teodor Thorell 1899. Tylorida seriata ingår i släktet Tylorida och familjen käkspindlar. Inga underarter finns listade i Catalogue of Life.